# Retrocalcar sagamiensis
Retrocalcar sagamiensis is een eenoogkreeftjessoort uit de familie van de Cletopsyllidae. De wetenschappelijke naam van de soort is voor het eerst geldig gepubliceerd in 1971 door Ito.